# ویردینگه
ویردینگه (به هلندی: Weerdinge) یک منطقهٔ مسکونی در هلند است که در امن واقع شده‌است.